# ETCS
European Train Control System je jedinstveni europski standard za kontrolu željezničkog prometa (signalizacija i zaštita). Nastao je zbog potrebe zajedničkog nadstandard u Europskim zemljama. ECTS je skup standarda, koji nemaju ništa zajedničko, osim standardne širine željezničkog kolosijeka.

## Ciljevi
- Centralizirati i upravljanje i načiniti ga inteligentnijim
- Smanjiti troškove pogona i održavanja stacionarnih sustava (npr. signala)
- Povećati interoperabilnost raznorodnih željezničkih sustava
- Povećati kapacitet i brzinu

## Funkcije
- Nadgledanje (lokalne) najveće brzine
- Nadgledanje ispravne trase kretanja vlaka
- Nadgledanje smjera kretanja
- Nadgledanje provedbe posebnih propisa

## Elementi
- Eurobaliza
- Euroloop
- ETCS sustav u vozilu - ETCS računalo (EVM, European Vital Computer), Prikaz u kabini (DMI, driver machine interface), uređaj za mjerenje puta, GSM-R prijenosni sustav (uključujući Euroradio), čitač baliza i kontrola kočnica.

## ETCS nivoi

### Nivo 0
Kada se vozilo koje podržava ETCS koristi na ETCS željezničkoj liniji koja ne podržava ETCS, onda je to nivo 0.

### ETCS Level STM (Specific Transmission Module)
Kako bi se željezničko vozilo moglo koristiti na željezničkoj pruzi s uobičajenim nacionalnim sustavom zaštite, potrebni su tzv. Specific Transmission Module, tj. specijalni elektronički sklopovi koji preuzimaju veći dio obrade električnih signala koji se koriste, već prema sustavu. Kako je razvoj STM-a kompliciran (ovisno o kompliciranosti sustava zaštite), trenutno postoji vrlo malo specifičnih STM sklopova. Češće se pribjegava rješenju konverzije na punokrvni ETCS.

### Nivo 1
Ovaj nivo im a prednost nad standardnim svjetlosnim i likovnim željezničkim signalima. Eurobaliza koja se nalazi uzduž se koristi, kako bi se prenijele informacije. Vozilo posjeduje računalo, koje te informacije prerađuje i poduzima odgovarajuću akciju.

### Nivo 2
Ovaj nivo digitalan sustav baziran na radiju. Koristi se GSM-R sustav, kako bi se vozilu kontinuirano prenijela dozvoljena brzina i podatci o trasi. Eurobalize se koriste na ovome nivou kao pasivni pozicijski markeri. Računalo obrađuje te informacije.

### Nivo 3
Ovaj nivo podržava potpuno radijsko signaliziranje. Signalni uređaji uzduž željezničke liniji postaju suvišni.

## OpenETCS
Implemetacije ETCS sustava koje postoje, su većinom zatvorene prema jednom proizvođaču. Iz toga razloga je oprema jednog proizvođača nedovoljno kompatibilna s opremom drugog proizvođača. Samo djelomična kompatibilnost nije dovoljna, za brzo, jeftino i grografski široko uvođenje sustava. Zbog toga je potaknut razvoj OpenETCS-a, ETCS sustava baziranog na otvorenom kodu, koji bi dugoročno omogućavao interoperabilnost sustava različitih proizvođača.
Pod OpenETCS se podrazumijeva Free/Libre Open Source Software (FLOSS), koja sadrži tzv. ETCS-Engine, tj. pravila za ETCS glavnu funkcionalnost, koja se izvršavaju na EVC (European Vital Computer). EVC-uređaji tvore srž ETCS-tehnologije na željezničkim vozilima, koji su opremljeni njima.

## ERTMS
Ova kratica označava eng. European Railway Traffic Management System. U osnovi to je kombinacija:
- ETCS + GSM-R = ERTMS

## Poveznice
- Signalni sustavi vlakova velike brzine
- GSM
- GSM-R

## Vanjske poveznice
- - Službena obavijest o planovima Hrvatskih Željeznica u vezi ETCS sustava.
- Arhivirana inačica izvorne stranice od 24. siječnja 2007. (Wayback Machine) - engleski, ekonomski učinak FLOSS-a na inovaciju i konkurenciju EU ICT sektora
- - engleski, Europska Željeznička Agencija, između ostalim se bavi i koordinacijom razvoja ETCS-a